# 条纹金蝉蛛
条纹金蝉蛛（学名：Phintella vittata）为跳蛛科金蝉蛛属的动物。分布于亚洲东、南部以及中国大陆的云南等地。